# Juillet 1803

## Événements
- 4 juillet : l'achat de la Louisiane est annoncé au peuple américain.

- 17 juillet : Jean-Baptiste Biot présente à L'Académie des sciences son rapport sur la pluie de pierres du village de L'Aigle [1]. Il conclut qu'elles ont dû tomber de l'espace.

- 23 juillet : le chef irlandais Robert Emmet conduit une révolte infructueuse contre le pouvoir britannique. Il est exécuté le 20 septembre[2].

## Naissances
- 24 juillet : Adolphe Adam, compositeur français († 3 mai 1856).